# Rue de Montserrat

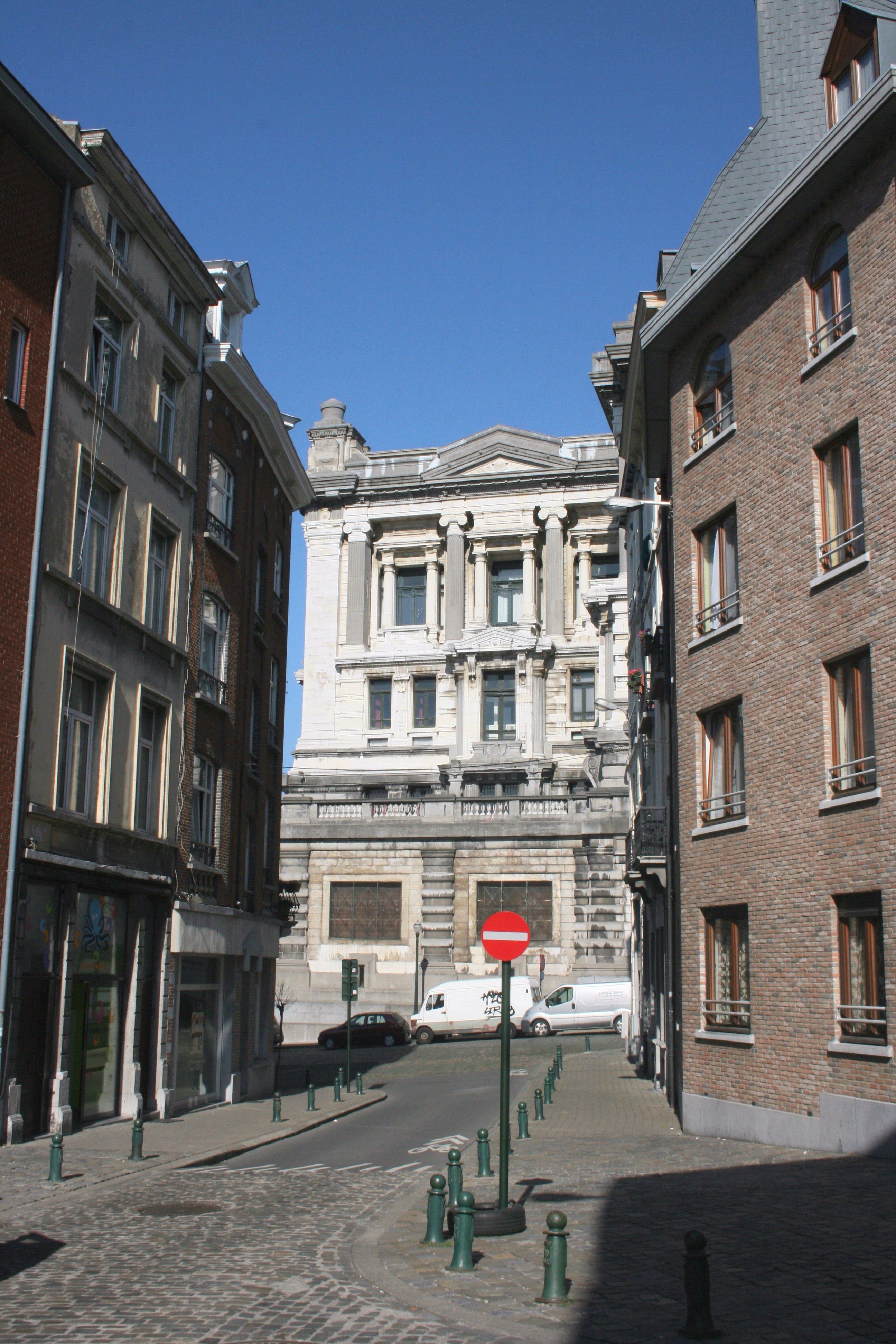
Rue de Montserrat, Bruxelles, 2009

La rue de Montserrat (en néerlandais : Montserratstraat) à Bruxelles va de la rue de la rue de Wynants à la rue aux Laines. 
Au XVIIe siècle, elle était appelée rue des Marolles, d'après le couvent des Sœurs apostolines, vulgairement appelées Marolles, qui s'y étaient établies en 1660 et la quittèrent en 1715. Elle fut intégrée à la rue des Minimes en 1853, puis, après la construction du palais de justice, elle reçut son nom actuel. Elle le doit à la chapelle Notre-Dame de Montserrat, édifiée en 1689, dont le nom rappelle la Vierge de Montserrat en Catalogne. Cette chapelle se situait à peu près au croisement de la rue de Montserrat et de l'actuelle rue de la Prévoyance. Désaffectée en 1799, elle fut transformée en habitation particulière.
C'est au coin de la rue de Montserrat et de la rue de la Prévoyance qu'eut lieu en 1969 une conférence de presse, en pleine rue, qui fut un des moments forts de la bataille des Marolles, un des conflits urbanistiques qui marquèrent Bruxelles au cours de la deuxième moitié du XXe siècle.